# João Gonçalves do Prado
João Gonçalves do Prado foi sertanista que nos primeiros lustres do século XVIII abriu uma estrada mais curta entre as Minas Gerais e a Bahia, atravessando o espigão-mestre da serra do Espinhaço, entre a zona do futuro arraial do Curvelo e a bacia do alto rio das Contas.